# Niechlów
Niechlów (alemán: Nechlau) es un municipio rural y una localidad del distrito de Góra, en el voivodato de Baja Silesia (Polonia). Formó parte de Alemania hasta 1945.

## Geografía
La localidad de Niechlów se encuentra en el suroeste de Polonia, a unos 13 km al oeste de Góra, la capital del distrito, y a unos 78 al noroeste de Breslavia, la capital del voivodato. El municipio limita con otros cinco —Góra, Jemielno, Pęcław, Rudna y Szlichtyngowa— y tiene una superficie de 151,03 km² que abarca, además de la localidad de Niechlów, a Bartodzieje, Bełcz Wielki, Bogucin, Głobice, Karów, Klimontów, Łękanów, Lipowiec, Masełkowice, Miechów, Naratów, Siciny, Świerczów, Szaszorowice, Tarpno, Wągroda, Wioska, Wroniniec, Wronów, Żabin y Żuchlów.

## Demografía
En 2011, según la Oficina Central de Estadística polaca, el municipio tenía una población de 5090 habitantes y una densidad poblacional de 34 hab/km².